# Hans Magne Græsvold
Hans Magne Græsvold (Vennesla, 30 maart 1936) is een Noors componist en fluitist.

## Leven
Zijn  muzikale loopbaan begon toen hij zeven jaar oud was en dwarsfluit ging spelen. Later zette dat door naar een opleiding aan zowel het Conservatorium van Oslo en de Universiteit van Oslo. Inmiddels had ook compositieleer zijn aandacht getrokken. Op 22-jarige leeftijd werd hij fluitist in Kristiansand (nabij zijn geboorteplaats Vennesla), vier jaar later in Oslo. Na zijn afstuderen begon hijzelf in 1963 les te geven, een paar honderd kilometer noordelijker, in Trondheim. Na tien jaar keerde hij terug naar Kristiansand om te gaan doceren aan de Universiteit van Agder, eerst nog Conservatorium van Agder geheten. Ondertussen begon hij ook artikelen te schrijven over muziek en bereidde hij een uitgave voor van Edvard Griegs werken voor zangstem en orkest voor Edition Peters (1986). Dertien jaar later was hij betrokken bij de publicatie van alle liederen van Sigurd Lie. Græsvold en collega Terje Mathisen werkten vervolgens aan uitgaven van de grotere werken van Lie, die tot dan toe onbekend/onvoltooid waren.
Zelf begon hij ook met componeren. In eerste instantie in de voor Noorwegen vaste traditie om vanuit de volksmuziek te schrijven, zie bijvoorbeeld diezelfde Grieg. Later volgden concerto’s etc., uiteraard ontbreken werken voor fluit daarin niet.       

## Oeuvre
- 15 Liefdesliedjes
- Cantates
- Capriccio voor marimba solo
- Dialogen, pianoduo nr. 3 (2004)
- Drie bewerkingen van volksliedjes voor orgel (1999)
- Elegie voor gitaar (1994)
- Vier liederen (1994/2005)
- Fluitconcert
- Herren er din vokter: Motet voor gemengd koor (1986)
- Impressio voor gitaar (1987/1989)
- Instructieve studies voor de moderne dwarsfluit
- Invocazione voor piano (1997)
- Klarinetconcert
- Pianoduo1991)
- Kontraster voor cello en piano (1994)
- Kristus lever (1988)
- Kwartet voor dwarsfluit, viool, altviool en cello
- Laudes, voor fluit en orgel (2000)
- Ludus, voor marimbakwartet
- Missen
- Memento; Variaties over een volksliedje uit Voss: “Akk, visste du som går i syndens lenke (2005/2013)
- Monolog voor viool solo (1997-2005)
- Mosaico voor gitaar (2000)
- Pastorale
- Passacaglia voor gitaar (1981)
- Piece voor fluit (2000)
- Preambolo, voor fluitensemble
- Prospeckt voor twee piano’s
- Sonate voor fluit en piano (2007)
- Sonate nr. 2 voor fluit en piano
- Sonate voor fluit solo
- Sonatina voor gitaar (1981)
- Sonatina voor piano (1993/2006)
- Strykekvartet nr. 2 (2007)
- Suite voor viool en piano (1994)
- Suite voor jonge strijkers (2007)
- Svarte strender, Liederencyclus (1981/1997)
- Trio voor fluit, klarinet en gitaar (2009)
- Tsa’aka voor orgel
- Who, being in very nature God, voor gemengd koor en orgel
- Å, dyp af rikdom: Motett til Treenighetssondag (1988)